# Divisão do Oeste (Fiji)
A Divisão do Oeste é uma das quatro divisões administrativas das Fiji. Esta divisão inclui o lado ocidental da maior ilha, Viti Levu, e as pequenas ilhas de Yasawa, Viwa, Waya, Velulele, Nathula, Naviti e a isolada Ceva-i-Ra. Faz fronteira terrestre com a Divisão Central na ilha de Vita Levu, e fronteira marítima com a Divisão do Leste e a Divisão do Norte.

## Províncias
A Divisão do Oeste é constituída por três províncias:
- Ba
- Nadroga-Navosa
- Ra